# Nhill
Nhill is een plaats in de Australische deelstaat Victoria en telt 2184 inwoners (2016).